# Tyrsting Sogn
Tyrsting Sogn er et sogn i Horsens Provsti (Århus Stift).
I 1800-tallet var Grædstrup Sogn og Tyrsting Sogn annekser til Klovborg Sogn. Klovborg Sogn hørte til Vrads Herred, de to andre til Tyrsting Herred, begge i Skanderborg Amt. De 3 sogne udgjorde en sognekommune, men den blev senere delt i Grædstrup og Klovborg-Tyrsting. Ved kommunalreformen i 1970 blev Grædstrup og Tyrsting indlemmet i Brædstrup Kommune, som ved strukturreformen i 2007 indgik i Horsens Kommune. Klovborg blev indlemmet i Nørre Snede Kommune, som ved strukturreformen indgik i Ikast-Brande Kommune.
I Tyrsting Sogn ligger Tyrsting Kirke.
I sognet findes følgende autoriserede stednavne:
- Bærsnap (areal)
- Mattrup (ejerlav, landbrugsejendom)
- Rolighed (bebyggelse, ejerlav)
- Tirsvad (bebyggelse, ejerlav)
- Tyrsting (bebyggelse, ejerlav)
- Tyrstinggård (landbrugsejendom)